# Manfred Karge
Manfred Karge (links), 1980

Link zum Bild

Manfred Karge (* 1. März 1938 in Brandenburg an der Havel) ist ein deutscher Schauspieler, Regisseur und Bühnenautor.

## Leben
Nach dem Abitur arbeitete Manfred Karge bei verschiedenen Provinzzeitungen, bis er 1958 nach Ost-Berlin ging. Dort studierte er von 1958 bis 1961 an der Staatlichen Schauspielschule Berlin. Unmittelbar danach holte ihn Helene Weigel als Schauspieler und Regieassistenten an das Berliner Ensemble. Dort gelang es ihm zusammen mit seinem Weggefährten Matthias Langhoff recht bald als Regisseur mit sogenannten Brecht-Abenden (Das kleine Mahagonny, Der Messingkauf, Der Brotladen) Aufsehen zu erregen. Mit ihrer Inszenierung von Sieben gegen Theben von Aischylos gerieten Karge/Langhoff 1968 in die politischen Auseinandersetzungen nach der Niederschlagung des Prager Frühlings.
Danach verließen sie das Berliner Ensemble und wechselten mit Benno Besson an die Berliner Volksbühne. Bald wurde die Volksbühne zu einem gesellschaftlichen Mittelpunkt der Stadt. Mit außerordentlich zeitgenössischen und künstlerisch hochangesehenen Aufführungen gelang es den Regisseuren Besson, Karge/Langhoff, Marquardt und einem vorzüglichen Schauspiel-Ensemble, großen Anklang bei der Öffentlichkeit zu finden. Zum Theaterereignis der besonderen Art wurde das aus 13 Uraufführungen bestehende Spektakel von 1974. Damit begann auch die langjährige Zusammenarbeit mit Heiner Müller. Karge/Langhoff brachten 1975 die Uraufführung von Müllers Stück „Die Schlacht“ auf die Bühne. Nach politischen Querelen und dem Weggang von Besson verließen auch Karge/Langhoff die Volksbühne. 1975 erhielten beide gemeinsam den Kunstpreis der DDR.
Im Zusammenhang mit der Ausbürgerung Wolf Biermanns schlug ihnen 1976 das Kulturministerium vor, „für einige Zeit ins Ausland zu gehen“. Sie inszenierten am Schauspielhaus Hamburg Kleists Prinz Friedrich von Homburg und Fatzer-Fragment von Brecht in der Montage von Heiner Müller und im selben Jahr Prometheus von Aischylos/Müller in Genf. In die DDR kehrten sie nicht wieder zurück.
Im Jahr 1979 schlossen sich Karge/Langhoff dem Peymann-Ensemble am Schauspielhaus Bochum an. Dort brachten sie u. a. Lieber Georg von Thomas Brasch und mehrere Stücke von Heiner Müller zur Uraufführung. 1982 inszenierte Karge mit Jacke wie Hose sein erstes eigenes Theaterstück: Die Uraufführung von Heiner Müllers Anatomie Titus war 1984 die letzte gemeinsame Arbeit der Regisseure.
Im Jahr 1986 ging Karge mit Claus Peymann nach Wien ans Burgtheater. Dort spielte er und inszenierte zahlreiche Brecht-Stücke sowie Uraufführungen von Elfriede Jelineks Totenauberg und Franz Fühmanns Der Sturz des Engels. Unter der Regie von George Tabori spielte Karge in der österreichischen Erstaufführung von Jelineks Stecken, Stab und Stangl den Herrn Stab.
Im Jahr 1993 verließ Karge das Burgtheater und kehrte nach Berlin zurück, wo er die Leitung des Regie-Instituts der Hochschule für Schauspielkunst übernahm. Neben dieser Tätigkeit realisierte Karge u. a. beim Kunstfest Weimar ein mehrjährig ausgelegtes Faust-Projekt.
Seit 2000 arbeitete er wieder am Berliner Ensemble. Er inszenierte eine ganze Reihe von Brecht-Stücken und spielte u. a. den Mauler in der Peymann-Inszenierung von Die heilige Johanna der Schlachthöfe und den Koch in Mutter Courage und ihre Kinder. 2017 verließ Karge das Berliner Ensemble, seine letzte Regiearbeit dort galt der Uraufführung von Volker Brauns Die Griechen. Seit dieser Zeit arbeitet er als freischaffender Regisseur und Bühnenautor.
Zu den von Karge verfassten Theaterstücken gehören u. a. Die Eroberung des Südpols, MauerStücke, Lieber Niembsch und Killerfische. Das Stück Jacke wie Hose erzählt die Geschichte einer Frau, die in den 1930er Jahren die Rolle ihres verstorbenen Mannes einnimmt, um dessen Arbeitsplatz zu retten. Es wurde 1982 mit Lore Brunner in der Rolle des Max Gericke erfolgreich uraufgeführt, in vielen europäischen Ländern und in Übersee nachgespielt und 1991 von John Maybury unter dem Titel „Man to Man“ mit Tilda Swinton in der Hauptrolle verfilmt.
Karge ist Mitglied im PEN-Zentrum Deutschland und der Akademie der darstellenden Künste.
Er war mit der Schauspielerin Bärbel Bolle (1941–2015) verheiratet und hat mit ihr zwei Töchter, eine der beiden ist die Kostümbildnerin Jessica Karge.

## Inszenierungen (Auswahl)
- 1963: Mahagonny. Songspiel UA von Brecht/Weill (Fassung Karge/Langhoff), Berliner Ensemble
- 1967: Der Brotladen UA von Brecht (Fassung Karge/Langhoff), Berliner Ensemble
- 1969: Sieben gegen Theben von Aischylos, Berliner Ensemble
- 1968: Die Gesichte der Simone Machard von Brecht, Fernsehen der DDR
- 1969: Wald von Ostrowski, Volksbühne Berlin
- 1971: Die Räuber von Schiller, Volksbühne Berlin
- 1972: Der Brotladen von Brecht, Theatre de Aubervilliers
- 1973: Die Wildente von Ibsen, Volksbühne Berlin
- 1974: Schlötel oder Was solls? UA von Christoph Hein, Volksbühne Berlin
- 1975: Die Schlacht UA von Heiner Müller, Volksbühne Berlin
- 1976: Wald von Ostrowski, Schauspielhaus Zürich
- 1976: Der Bürgergeneral von Goethe, Volksbühne Berlin
- 1978: Prinz von Homburg von Kleist, Schauspielhaus Hamburg
- 1978: FatzerFragment UA von Brecht/Müller, Schauspielhaus Hamburg
- 1978: Prometheus von Aischylos/Müller, Theatre de Carouge
- 1979: König Lear von Shakespeare, Schouwburg Rotterdam
- 1980: Lieber Georg UA von Thomas Brasch, Schauspielhaus Bochum
- 1981: Marie.Woyzeck von Büchner, Schauspielhaus Bochum
- 1981: Der Kirschgarten von Tschechow, Schauspielhaus Bochum
- 1981: Herzstück UA von Heiner Müller, Schauspielhaus Bochum
- 1982: Jacke wie Hose UA von Karge, Schauspielhaus Bochum
- 1983: Verkommenes Ufer UA von Heiner Müller, Schauspielhaus Bochum
- 1983: Die Mutter von Brecht, Schauspielhaus Bochum
- 1984: Prinz von Homburg von Kleist, Villeurbanne/Paris/Avignon
- 1985: Anatomie Titus UA von Heiner Müller, Schauspielhaus Bochum
- 1985: Claire. Ein Musical UA von Karge/Walden, Schauspielhaus Bochum
- 1986: Die Eroberung des Südpols UA von Karge, Schauspielhaus Bochum
- 1986: Die Ratten von Hauptmann, Schauspielhaus Köln
- 1987: Glaube Liebe Hoffnung von Horvath, Akademietheater Wien
- 1987: Mutter Courage und ihre Kinder von Brecht, Schauspielhaus Köln
- 1988: Medea UA der Prosafassung von Hans Henny Jahnn, Schauspielhaus Köln
- 1989: Mozart und Salieri von Puschkin, Tournee Wien/Berlin/London
- 1989: Der gute Mensch von Sezuan von Brecht, Akademietheater Wien
- 1990: MauerStücke UA von Karge, Akademietheater Wien
- 1990: Pique Dame von Puschkin, Schlosstheater Schönbrunn
- 1991: Maria Stuart von Schiller, Schauspielhaus Frankfurt/Main
- 1991: Baal von Brecht, Akademietheater Wien
- 1991: Die Eroberung des Südpols von Karge, Deutsches Theater Berlin
- 1992: Totenauberg UA von Elfriede Jelinek, Akademietheater Wien
- 1993: Die Rundköpfe und die Spitzköpfe von Brecht, Akademietheater Wien
- 1993: Urfaust von Goethe, Kunstfest Weimar
- 1994: Leonce und Lena von Büchner, Kunstfest Weimar
- 1999: Faust 1 von Goethe, Theater am Goetheplatz Bremen
- 1999: Die Stühle von Ionesco, Theater am Goetheplatz Bremen
- 2000: Faust 2 von Goethe, Theater am Goetheplatz Bremen
- 2006: Mann ist Mann von Brecht, Berliner Ensemble
- 2007: Faustus. Spiel zu dritt UA von Karge, Berliner Ensemble
- 2008: Leben des Galilei von Brecht, Theatre de Carouge
- 2008: Schweyk im zweiten Weltkrieg von Brecht/Eisler, Berliner Ensemble
- 2009: Furcht und Elend des III. Reiches von Brecht, Berliner Ensemble
- 2010: Der Kaukasische Kreidekreis von Brecht, Berliner Ensemble
- 2011: Hanns-Eisler-Revue, Berliner Ensemble
- 2013: Flüchtlingsgespräche von Brecht, Berliner Ensemble
- 2013: Die Rassen von Bruckner, Berliner Ensemble
- 2014: Untergang des Egoisten Johann Fatzer von Brecht, Berliner Ensemble
- 2015: Die Gewehre der Frau Carrar von Brecht, Berliner Ensemble
- 2016: Die Griechen UA von Volker Braun, Berliner Ensemble
- 2018: Die Antigone des Sophokles von Brecht, Staatstheater Wiesbaden

## Als Schauspieler

### Theater (Auswahl)
- 1961: Frantischek in Frau Flinz von Baierl (Berliner Ensemble)
- 1962: Francois Faure in Die Tage der Commune von Brecht (BE)
- 1963: Alaskawolf-Joe in Das kleine Mahagonny von Brecht/Weill (BE)
- 1963: Polly Baker in Mann ist Mann von Brecht (BE)
- 1971: Karl Moor in Die Räuber von Schiller (Volksbühne Berlin)
- 1973: Hjalmar Ekdal in Die Wildente von Henrik Ibsen (VB)
- 1976: Hamlet in Hamlet von Shakespeare (VB)
- 1980: Georg in Lieber Georg von Brasch (Bochum)
- 1980: Woyzeck in Marie.Woyzeck von Büchner (Bochum)
- 1983: Jason in Verkommenes Ufer... von Müller (Bochum)
- 1983: Dreißiger in Die Weber von Hauptmann (Bochum)
- 1985: Dittchen in Weekend im Paradies von Arnold & Bach (Bochum)
- 1985: Aaron in Anatomie Titus... von Müller (Bochum)
- 1988: Franz F. in Der Sturz des Engels von Fühmann (Akademieth. Wien)
- 1993: Manfred in Manfred von Schumann/Byron (Opera de Lyon)
- 1994: Konsul Berneck in Stützen der Gesellschaft von Ibsen (Basel)
- 1996: Behringer I. in Der König stirbt von Ionesco (BE)
- 1997: Hassenreuter in Die Ratten von Hauptmann (Gorki-Theater Berlin)
- 1997: Herr Stab in Stecken, Stab und Stangl von Jelinek (Aka. Wien)
- 1998: Dr. Schön in Lulu von Wedekind (Gorki-Theater Berlin)
- 2000: Herzog von York in Richard II. von Shakespeare (BE)
- 2001: Karl Korn in Frühzeitiges Ableben von Tabori (BE)
- 2003: Pierpont Mauler in Die heilige Johanna der Schlachthöfe von Brecht (BE)
- 2004: Caribaldi in Die Macht der Gewohnheit von Bernhardt (Tübingen)
- 2005: Feldkoch in Mutter Courage und ihre Kinder von Brecht (BE)
- 2006: Friedrich Wilhelm I. in Katte von Becker (Potsdam)
- 2007: Karl Balicke in Trommeln in der Nacht von Brecht (BE)
- 2007: Faustus in Faustus. Spiel zu dritt von Karge (BE)
- 2008: Der vermummte Herr in Frühlingserwachen von Wedekind (BE)
- 2009: Fulgenzio in Trilogie der schönen Ferienzeit von Goldoni (BE)
- 2010: Herzog von York in Richard II. von Shakespeare (Burgtheater Wien)
- 2013: Ziffel in Flüchtlingsgespräche von Brecht (BE)
- 2015: Jacob Bücher in Cinema Apollon von Moravia/Langhoff (Theatre Vydy Lausanne)

### Film (Auswahl)
- 1961: Gastspiel im Dschungel
- 1964: Die Abenteuer des Werner Holt
- 1970: Aus unserer Zeit – Gewöhnliche Leute
- 1971: Kennen Sie Urban?
- 1971: KLK an PTX: Die rote Kapelle
- 1972: Polizeiruf 110: Blutgruppe AB
- 1972: Euch werd ich’s zeigen
- 1973: Unterm Birnbaum
- 1975: Hostess
- 1975: Aus meiner Kindheit
- 1976: Unser stiller Mann
- 1977: Dagny
- 1978: Achillesferse
- 1982: Domino

### Fernsehen (Auswahl)
- 1961: Fernsehpitaval: Der Fall Denke (Fernsehreihe)
- 1961: Erik in Kolportage von Kaiser
- 1961: Serjoscha in Und am Himmel Christbäume
- 1962: Fernsehpitaval: Auf der Flucht erschossen
- 1962: Norman in Artur Seligmanns Begegnungen von Krüger
- 1962: Frantischek in Frau Flinz von Baierl
- 1963: Horst Ladwig in Blaulicht – Heißes Gold
- 1964: Mulcanny in Rote Rosen für mich von O’Cayey
- 1966: Rille in Ein Mann zu viel Blaulicht (Folge 25)
- 1966: Francois in Die Tage der Commune von Brecht
- 1968: Piloten im Pyjama (TV-Serie)
- 1969: Schwandja in Ljubov Jarovaja von Trenjow
- 1972: Polizeiruf 110: Blutgruppe AB (Fernsehreihe)
- 1975: Hjalmar Ekdal in Die Wildente von Ibsen
- 1976: Simon Chachawa in Der Kaukasischer Kreidekreis von Brecht

## Autor

### Theater
- 1982: Jacke wie Hose
- 1985: Claire. Ein Musical (Musik Stanley Walden)
- 1986: Die Eroberung des Südpols
- 1989: Lieber Niembsch
- 1990: MauerStücke
- 1991: Killerfische
- 1995: Die bärtige Frau
- 1995: Faust 1911
- 1996: Faust. Ein Gastmahl
- 1996: Fernsehkrieg (Stück für Kinder)
- 2000: DichterTode – Sieben Exerzitien
- 2002: Des Teufels Geiger (Musik Wynton Marsalis)
- 2005: Petersburg. Eine Gogoliade
- 2006: Christophorus-Kantate
- 2007: Faustus. Spiel zu dritt
- 2007: Die Schicksalsperücke (nach Nestroy)
- 2010: Alter Mann und Jungfrau
- 2013: Gogols Revisor. Eine Variation
- 2017: Lorcas Tod. Libretto
- 2018: Paris-Dakar oder Schrödingers Katze
- 2020: Feuerkopf. Eine Posse (nach Nestroy) (Musik Bo Wiget)

### Veröffentlichungen
- Die Eroberung des Südpols. Sieben Stücke. Berlin 1996, Alexander Verlag Berlin, ISBN 978-3-923854-61-5.
- Nach der Übung all der Jahre. Lieder, Gedichte, Geschichten. Berlin 2006, Alexander Verlag Berlin, ISBN 978-3-89581-157-9.
- Erstürmt die Höhen der Kultur. Umkämpftes DDR-Theater, Ventil-Verlag, Mainz, ISBN 978-3-95575-141-8.
- Eigentlich immer Glück gehabt. Begegnungen und Begebenheiten. Verlag Neues Leben, Berlin 2024, ISBN 978-3-355-01923-1.

### Verfilmungen und Hörspiele
Jacke wie Hose wurde 1991 unter dem Titel Man to Man mit Tilda Swinton unter der Regie von John Maybury verfilmt.
1989 wurde Die Eroberung des Südpols unter dem Titel Conquest of the South Pole von Gillies MacKinnon verfilmt.
Von Killerfische gibt es ein Hörspiel bei DS Kultur aus dem Jahre 1992. Regie: Karl-Heinz Liefers.